# Re:Collection 93-08
Re:Collection 93-08 är ett samlingsalbum av den svenske sångaren Magnus Carlsson, släppt 12 november 2008 på skivmärket Warner Music Sweden AB.
Albumet innehåller låtar och hits från Barbados, Alcazar och solotiden.

## Låtlista

### CD1
1. Live Forever - Magnus Carlsson
2. Kom hem - Barbados
3. Not A Sinner Nor A Saint - Alcazar
4. Hold Me - Barbados
5. Nu kommer flickorna - Barbados
6. Världen utanför - Barbados
7. Physical - Alcazar
8. Lev livet! - Magnus Carlsson
9. Grand Hotel - Barbados
10. Belinda - Barbados
11. Waves Of Love - Magnus Carlsson
12. Love Life - Alcazar
13. Aldrig i livet - Barbados
14. Alcastar - Alcazar
15. Din hemlighet - Barbados
16. Happy People (Svensk Version) - Barbados
17. Wonderland - Alcazar
18. I mörkret här med dig - Barbados
19. Då Talar kärleken sitt språk - Magnus Carlsson
20. Always On My Mind - Barbados

### CD2
1. Start The Fire - Alcazar
2. Rosalita - Barbados
3. Stilla ro och nära - Åsa Jinder med Magnus Carlsson
4. The Lion Sleeps Tonight (Wimoweh) - Barbados
5. Allt som jag ser - Barbados
6. Gå din egen väg (On The Radio) - Magnus Carlsson, duett med Mela Tesfazion
7. This Is The World We Live In - Alcazar
8. Mariann från Tylösand - Barbados
9. I Was Born This Way - Magnus Carlsson
10. Se mig - Barbados
11. Someday - Alcazar
12. Någonting har hänt - Barbados
13. Singing To Heaven - Alcazar
14. Y.M.C.A. (Radio Version) - Magnus Carlsson
15. Walking In My Shoes - Magnus Carlsson
16. Heden - Magnus Carlsson
17. Alla dina kyssar - Barbados
18. Another Rainbow - Magnus Carlsson
19. Blå horisont - Barbados
20. Alltid leva (Live Forever - Svensk Version) - Magnus Carlsson

## Listplaceringar
| Lista (2008–2009) | Topplacering |
| ----------------- | ------------ |
| Sverige           | 7            |